# John Fleck
John Alexander Fleck (Glasgow, 24 agosto 1991) è un calciatore scozzese, centrocampista del Chesterfield.

## Biografia
Suo zio Robert è stato anch'esso un calciatore.

## Carriera

### Club
Inizia la sua carriera nei Rangers, club della natìa Glasgow, in cui gioca dal 2007 al 2012 collezionando 41 presenze e 2 gol. Nel gennaio 2012 passa in prestito semestrale al Blackpool, con cui gioca solo 7 partite. Dopo questo periodo, nell'estate seguente si trasferisce al Coventry City dove rimane per quattro anni, scendendo in campo per 162 volte. Nell'estate 2016 viene acquistato dallo Sheffield Utd dove, sotto la guida di Chris Wilder, nel successivo triennio contribuisce alla doppia promozione dalla Football League One alla Premier League.

### Nazionale
Dopo varie presenze nelle nazionali giovanili scozzesi nel 2019 ha esordito in nazionale maggiore.

## Statistiche

### Presenze e reti nei club
Statistiche aggiornate al 22 febbraio 2024.
| Stagione                | Squadra                 | Campionato              | Campionato | Campionato | Coppe nazionali | Coppe nazionali | Coppe nazionali | Coppe continentali | Coppe continentali | Coppe continentali | Altre coppe | Altre coppe | Altre coppe | Totale | Totale |
| Stagione                | Squadra                 | Comp                    | Pres       | Reti       | Comp            | Pres            | Reti            | Comp               | Pres               | Reti               | Comp        | Pres        | Reti        | Pres   | Reti   |
| ----------------------- | ----------------------- | ----------------------- | ---------- | ---------- | --------------- | --------------- | --------------- | ------------------ | ------------------ | ------------------ | ----------- | ----------- | ----------- | ------ | ------ |
| 2007-2008               | Rangers                 | SPL                     | 1          | 0          | SC+CdL          | 2+0             | 0               | UCL+CU             | 0                  | 0                  | -           | -           | -           | 3      | 0      |
| 2008-2009               | Rangers                 | SPL                     | 8          | 1          | SC+CdL          | 1+1             | 0               | UCL                | 0                  | 0                  | -           | -           | -           | 10     | 1      |
| 2009-2010               | Rangers                 | SPL                     | 15         | 1          | SC+CdL          | 3+2             | 0+1             | UCL                | 3                  | 0                  | -           | -           | -           | 23     | 2      |
| 2010-2011               | Rangers                 | SPL                     | 13         | 0          | SC+CdL          | 1+1             | 0               | UCL+UEL            | 1+1                | 0                  | -           | -           | -           | 17     | 0      |
| 2011-gen. 2012          | Rangers                 | SPL                     | 4          | 0          | SC+CdL          | 1+0             | 0               | UCL+UEL            | 0                  | 0                  | -           | -           | -           | 5      | 0      |
| Totale Rangers          | Totale Rangers          | Totale Rangers          | 41         | 2          |                 | 12              | 1               |                    | 5                  | 0                  |             | -           | -           | 58     | 3      |
| gen.-giu. 2012          | Blackpool               | FLC                     | 7          | 0          | FACup+CdL       | 2+1             | 0               | -                  | -                  | -                  | -           | -           | -           | 8      | 0      |
| 2012-2013               | Coventry City           | FL1                     | 35         | 3          | FACup+CdL       | 2+1             | 0               | -                  | -                  | -                  | FLT         | 4           | 0           | 42     | 3      |
| 2013-2014               | Coventry City           | FL1                     | 43         | 1          | FACup+CdL       | 4+1             | 0               | -                  | -                  | -                  | FLT         | 1           | 0           | 49     | 1      |
| 2014-2015               | Coventry City           | FL1                     | 44         | 0          | FACup+CdL       | 0+1             | 0               | -                  | -                  | -                  | FLT         | 3           | 0           | 48     | 0      |
| 2015-2016               | Coventry City           | FL1                     | 40         | 4          | FACup+CdL       | 1+1             | 0               | -                  | -                  | -                  | FLT         | 1           | 0           | 43     | 4      |
| Totale Coventry City    | Totale Coventry City    | Totale Coventry City    | 162        | 8          |                 | 11              | 0               |                    | -                  | -                  |             | 9           | 0           | 182    | 8      |
| 2016-2017               | Sheffield United        | FL1                     | 44         | 4          | FACup+CdL       | 2+1             | 0               | -                  | -                  | -                  | FLT         | 2           | 0           | 49     | 4      |
| 2017-2018               | Sheffield United        | FLC                     | 40         | 2          | FACup+CdL       | 2+1             | 0               | -                  | -                  | -                  | -           | -           | -           | 43     | 2      |
| 2018-2019               | Sheffield United        | FLC                     | 45         | 2          | FACup+CdL       | 0+1             | 0               | -                  | -                  | -                  | -           | -           | -           | 46     | 2      |
| 2019-2020               | Sheffield United        | PL                      | 30         | 5          | FACup+CdL       | 1+1             | 0               | -                  | -                  | -                  | -           | -           | -           | 32     | 5      |
| 2020-2021               | Sheffield United        | PL                      | 31         | 0          | FACup+CdL       | 4+0             | 0+0             | -                  | -                  | -                  | -           | -           | -           | 35     | 0      |
| 2021-2022               | Sheffield United        | FLC                     | 35+2       | 1+1        | FACup+CdL       | 0+2             | 0+0             | -                  | -                  | -                  | -           | -           | -           | 39     | 2      |
| 2022-2023               | Sheffield United        | FLC                     | 26         | 1          | FACup+CdL       | 2+1             | 0+0             | -                  | -                  | -                  | -           | -           | -           | 29     | 1      |
| 2023-gen.2024           | Sheffield United        | PL                      | 4          | 0          | FACup+CdL       | 0+0             | 0+0             | -                  | -                  | -                  | -           | -           | -           | 4      | 0      |
| Totale Sheffield United | Totale Sheffield United | Totale Sheffield United | 258        | 16         |                 | 18              | 0               |                    | -                  | -                  |             | 2           | 0           | 278    | 16     |
| gen.-giu.2024           | Blackburn               | FLC                     | 1          | 0          | FACup+CdL       | 0+0             | 0+0             | -                  | -                  | -                  | -           | -           | -           | 1      | 0      |
| Totale carriera         | Totale carriera         | Totale carriera         | 469        | 26         |                 | 44              | 1               |                    | 5                  | 0                  |             | 16          | 0           | 549    | 27     |

### Cronologia presenze e reti in nazionale
| Cronologia completa delle presenze e delle reti in nazionale ― Scozia | Cronologia completa delle presenze e delle reti in nazionale ― Scozia | Cronologia completa delle presenze e delle reti in nazionale ― Scozia | Cronologia completa delle presenze e delle reti in nazionale ― Scozia | Cronologia completa delle presenze e delle reti in nazionale ― Scozia | Cronologia completa delle presenze e delle reti in nazionale ― Scozia | Cronologia completa delle presenze e delle reti in nazionale ― Scozia | Cronologia completa delle presenze e delle reti in nazionale ― Scozia |
| Data                                                                  | Città                                                                 | In casa                                                               | Risultato                                                             | Ospiti                                                                | Competizione                                                          | Reti                                                                  | Note                                                                  |
| --------------------------------------------------------------------- | --------------------------------------------------------------------- | --------------------------------------------------------------------- | --------------------------------------------------------------------- | --------------------------------------------------------------------- | --------------------------------------------------------------------- | --------------------------------------------------------------------- | --------------------------------------------------------------------- |
| 19-10-2019                                                            | Mosca                                                                 | Russia                                                                | 4 – 0                                                                 | Scozia                                                                | Qual. Euro 2020                                                       | -                                                                     | 81’                                                                   |
| 19-11-2019                                                            | Glasgow                                                               | Scozia                                                                | 3 – 1                                                                 | Kazakistan                                                            | Qual. Euro 2020                                                       | -                                                                     | 83’                                                                   |
| 7-9-2020                                                              | Olomouc                                                               | Rep. Ceca                                                             | 1 – 2                                                                 | Scozia                                                                | UEFA Nations League 2020-2021 - 1º turno                              | -                                                                     | 71’                                                                   |
| 11-10-2020                                                            | Glasgow                                                               | Scozia                                                                | 1 – 0                                                                 | Slovacchia                                                            | UEFA Nations League 2020-2021 - 1º turno                              | -                                                                     | 50’ 72’                                                               |
| 31-3-2021                                                             | Glasgow                                                               | Scozia                                                                | 4 – 0                                                                 | Fær Øer                                                               | Qual. Mondiali 2022                                                   | -                                                                     | 68’                                                                   |
| Totale                                                                |                                                                       | Presenze                                                              | 5                                                                     |                                                                       | Reti                                                                  | 0                                                                     |                                                                       |

## Palmarès

### Club

#### Competizioni nazionali
- Coppa di Lega scozzese: 3

Rangers: 2007-2008, 2009-2010, 2010-2011
- Coppa di Scozia: 2

Rangers: 2007-2008, 2008-2009
- Campionato scozzese: 3

Rangers: 2008-2009, 2009-2010, 2010-2011
- Football League One: 1

Sheffield United: 2016-2017